# Remich
Remich (luxembourgsk: Réimech) er en kommune og en by i Luxembourg. Kommunen, som har et areal på 5,29 km², ligger i kantonen Remich i distriktet Grevenmacher. I 2005 havde kommunen 2.986 indbyggere. 
49°32′40″N 6°22′00″Ø / 49.5444°N 6.3667°Ø